# Plavecký hrad

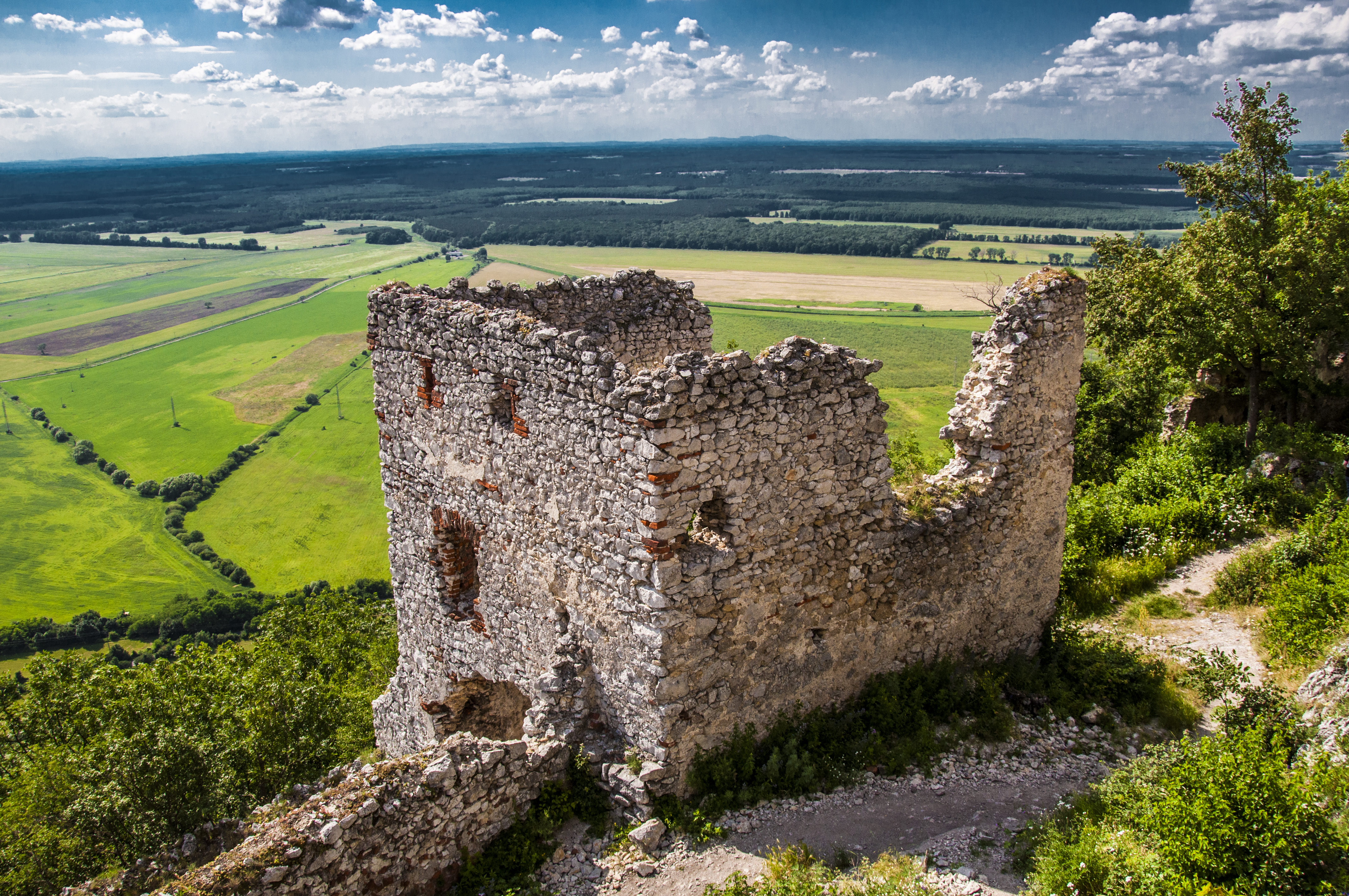
Widok z zamku na dolinę Rudavy

Plavecký hrad – ruina zamku zlokalizowana w miejscowości Plavecké Podhradie na Słowacji (Małe Karpaty), nad doliną Rudavy.

## Historia
Ruiny stoją na wysokości 423 m n.p.m. Zamek posadowiono na miejscu wcześniejszego siedliska ludu kultury łużyckiej, mniej więcej w połowie XIII wieku. Służył jako strażnica, chroniąca pogranicze. W 1273 zamek ucierpiał w wyniku starć wojsk czeskich i węgierskich. Przemysł Ottokar II warowni jednak nie zdobył. W 1292 obiekt przyłączył do swoich włości Mateusz Czak. Od 1398 właścicielem budowli był Ścibor ze Ściborzyc. Później zamek wielokrotnie zmieniał właścicieli. W latach 1579–1584, kiedy zamkiem władał Stefan Balassy, na zamku funkcjonowała jedna z pierwszych drukarni na terenie dzisiejszej Słowacji, w której drukował swe dzieła luterański biskup Péter Bornemisza. Od 1621 r. do XX w. należał do jednej rodziny Pálffych.
W XV i XVI wieku zamek uległ przebudowom. W XVII w. był siedzibą rozległego "państwa" feudalnego, do którego należało 16 wsi, a po przyłączeniu "państwa" Devín - jeszcze kolejnych 5 wsi. Na początku XVIII w. zamek zajęli powstańcy Franciszka II Rakoczego. W 1706 r. wojska habsburskie zdobyły i zniszczyły zamek, który już nigdy nie został odbudowany. Z górnego zamku zachowała się wieża i pozostałości gotyckiego pałacu, z renesansowego zamku dolnego - wielkie baszty artyleryjskie.

## Wcześniejsze nazwy
Wcześniejsze nazwy zamku to: 1274 Detreh, Dethruh, 1296 Detrech, 1394 Plosenstein, 1420 Plawcz, 1437 Detrehkw, 1469 Plozsten, 1532 Plawcž. W języku węgierskim nazwa brzmi Detrekő, a niemieckim - Blasenstein lub Plasenstein.

## Turystyka
Do ruin prowadzi  niebieski szlak pieszy z Plaveckiego Podhradia.